# Особняк Трунова
Особняк Трунова — объект культурного наследия регионального значения Ростова-на-Дону. Современный адрес дома: Темерницкая улица, 13.

## История
В 1880-х годах у земельной территории, на которой сейчас располагается ростовская достопримечательность, известная как особняк Трунова, был другой адрес — улица Темерницкая, 33. Владельцем участка и установленный на нём сооружений был Еремей Айвазов, который занимался в Нахичевани торговлей вином. С 1888 года, имение перешло в собственность мещанина Георгия Трунова. Согласно историческим данным, в конце XIX — в начале XX века домовладение значилось уже под другим адресом — улица Темерницкая, 37.
Примерно в это время появился особняк. Во дворе этого домовладения могла размещаться двухэтажная жестяная мастерская — один из источников прибыли Георгия Трунова. В 1907 году имение стало собственностью его брата — Ивана Васильевича Трунова. Спустя несколько лет он заложил имущество в Ростовский городской общественный банк, для того, чтобы получить ссуду в размере 2,5 тысячи рублей.
В начале лета 1914 года владелицей особняка Трунова стала Евдокия Рудухина, купив его за 5000 рублей. Евдокия Рудухина была женой казака станицы Аксайской Черкасского округа Донской области. Площадь здания составляла 32,25 сажени. В 1920-х годах здание было муниципализировано. Владелицу вынудили переехать на улицу Московскую, где она арендовала жилье. Несмотря на многочисленные просьбы о возвращении имущества, ей в этом было отказано. В XXI веке в этом здании расположены кабинеты адвокатов.

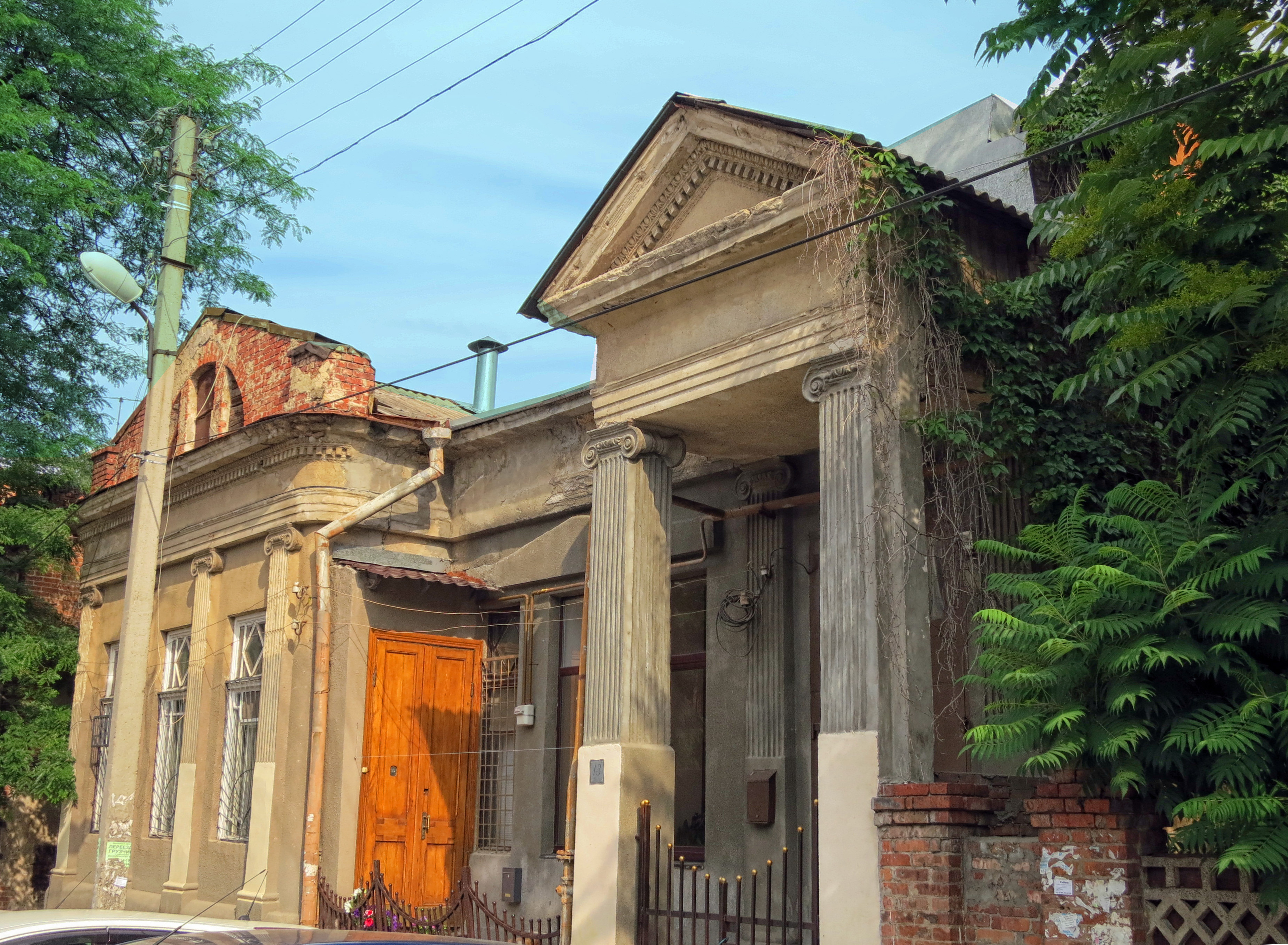